# 金省然
金省然（韩语： Gim Seongyeon，1991年4月16日—），韩国女子柔道运动员，2013年世界柔道锦标赛女子70公斤级铜牌得主、2014年亚洲运动会女子70公斤级金牌得主和女子团体银牌得主、2018年亚洲运动会女子70公斤级银牌得主和混合团体铜牌得主。